# Dolores Corella Piquer
Dolores Corella Piquer (Castelló de la Plana, 1966), és una científica i investigadora valenciana, Doctora en Farmàcia i catedràtica de Medicina Preventiva i Salut Pública de la Universitat de València, la seua recerca és pionera en el naixement i desenvolupament del camp de la genòmica nutricional.

## Biografia
Va nàixer a Castelló de la Plana i va realitzar els seus estudis primaris i secundaris a Onda, posteriorment es va llicenciar en farmàcia en 1989 per la Universitat de València, amb Premi Extraordinari de llicenciatura, i també Premi Extraordinari de Doctorat, a més és llicenciada en Ciència i Tecnologia dels Aliments. Va completar la seua formació als Estats Units.
Ha estat pionera a Espanya en la integració de la genòmica en la investigació epidemiològica, creant en 1998 la primera Unitat d'Investigació en Epidemiologia Genètica Molecular a la Universitat de València de la qual és directora; des de 2006 dirigeix el grup de Fisiopatologia de l'Obesitat i Nutrició del CIBER (Centro de Investigación Biomédica en Red). Des de l'any 1989 va fer carrera d'investigadora biomèdica a l'Institut de Recerques Citològiques de València, dirigit per Santiago Grisolía, centrant-se en la genòmica aplicada a la prevenció de malalties cardiometabòliques, especialitzant-se en l'estudi de les interaccions gen-ambient. Des de l'any 2009 és catedràtica de la Facultat de Medicina de la Universitat de València i des de l'any 2011 és coordinadora a la Universitat de València de la Xarxa Espanyola d'Universitats Saludables.
La recerca de Dolores Corella està centrada en la integració de l'exposòmica, la fenòmica, la genòmica, l'epigenòmica, la transcriptòmica, la metabolòmica, la bioinformàtica i altres «òmiques» de la investigació de les malalties cardiometabòlicas i també en l'envelliment saludable.
Dels nombrosos premis rebuts destaquen e 2017 el Premi Memorial Gregorio Marañón a la millor científica en alimentació, de la Reial Acadèmia de Gastronomia i el Premi Internacional Hipòcrates el mateix any. L'any 2018 va rebre el premi Jaume I en l'apartat d'Investigació Mèdica.
Ha publicat més de 325 articles en revistes internacionals i dirigit més de 20 tesis doctorals.